# 장명석등
장명석등(長明石燈)은 대한민국 전라남도 순천시 순천 시청 앞 광장의 동쪽에 놓여 있는 8각 석등이다. 1984년 2월 29일 전라남도의 문화재자료 제7호로 지정되었다.

## 개요
순천 시청 앞 광장의 동쪽에 놓여 있는 8각 석등으로, 불을 밝혀두는 화사석(火舍石)이 없어진 채, 3단을 이루는 받침과 지붕돌만 남아 있다.
받침부분은 연꽃을 둘러새긴 아래받침돌 위로 길쭉한 8각의 가운데기둥을 세우고, 그 위로 역시 연꽃무늬를 새긴 윗받침돌을 올려놓았다. 화사석이 없어진 자리에는 곧바로 지붕돌이 얹혀 있는데, 윗면의 여덟 모서리선이 뚜렷하고, 경사도 완만하여 부드러운 지붕선을 그리고 있다. 꼭대기에는 꽃봉오리 모양의 머리장식이 남아있다.
전체적인 크기나 완전한 모습을 알 수 없어 아쉬운 감이 들며, 남아있는 부분만을 보았을 때 받침의 가운데기둥이 너무 가늘고 길쭉하여 안정감이 떨어진다. 장명석등은 조선시대 들어와 주로 묘 앞에 세워두던 것을 이르는데, 이 석등은 겉모습으로 보아 사찰에서 쓰였던 것으로 보인다. 만든 시기도 조선시대까지 내려오지 않는 고려시대 후기 즈음일 것으로 추측된다.

## 참고 자료
- 장명석등 - 국가유산청 국가유산포털